# Rudy Lesschaeve
Rudy Lesschaeve, né le 29 septembre 1985 à Vendôme (Loir-et-Cher), est un coureur cycliste français.

## Palmarès
- 2003
  - 2e du Tour du Morbihan Juniors
- 2007
  - 3e du Grand Prix des Foires d'Orval
- 2008
  - Classement général des Deux Jours cyclistes de Machecoul
- 2009
  - 2e de Paris-Connerré
  - 3e de Redon-Redon
  - 3e de Chambord-Vailly
  - 3e du Prix de la Saint-Laurent
  - 3e du Circuit des Deux Ponts
- 2010
  - 4e étape du Tour du Loir-et-Cher
  - Paris-Arras Tour
  - 2e de Bordeaux-Saintes
  - 3e du Grand Prix de Guerville

## Classements mondiaux
| Année           | 2009   | 2010 |
| --------------- | ------ | ---- |
| UCI Europe Tour | 1 131e | 713e |